# Poddębice
Poddębice (deutsch Poddembice, Poddembitz, 1943–1945 Wandalenbrück) ist eine Stadt in Polen in der Woiwodschaft Łódź am Fluss Ner. Poddębice ist Sitz des Powiats Poddębicki und Hauptort einer Stadt- und Landgemeinde.

## Geschichte
Die erste Erwähnung Poddębices stammt aus dem Jahre 1388. Um 1400 erhielt der Ort erstmals das Stadtrecht. Später wurde ihm dieses allerdings wieder aberkannt, denn im Jahr 1673 wird die Ortschaft nur als Dorf erwähnt.
Bei der zweiten Teilung Polens wurde der Ort 1793 Teil Preußens. Bei der Bildung des Herzogtums Warschau 1807 wurde er Teil desselben und 1815 Teil Kongresspolens. Sieben Jahre später wurde eine Tuchmanufaktur errichtet. Im selben Jahr erhielt der Ort erneut das Stadtrecht. Während des Januaraufstandes 1863 kam es auch in der Nähe von Poddębice zu Kämpfen. Bei der Verwaltungsreform 1870 durch Zar Alexander II. verlor der Ort wie viele andere Städte Polens wieder sein Stadtrecht. 1901 wurde die Freiwillige Feuerwehr des Ortes gegründet. 1933 erfolgte der Anschluss an das Schienennetz, und ein Jahr später erhielt Poddębice wiederum das Stadtrecht.
Am 9. September 1939 marschierte die Wehrmacht in den Ort ein. Im November 1940 wurde ein Getto für die jüdische Bevölkerung eingerichtet. In ihm mussten die etwa 1400 Juden von Poddębice leben; weitere 600 aus den umliegenden Orten kamen dazu. Das Getto wurde im März 1942 aufgelöst. Seine Insassen wurden in das Vernichtungslager Kulmhof deportiert. Amtskommissar von Poddębice war in dieser Zeit Franz Heinrich Bock, dessen Tagebuchaufzeichnungen später veröffentlicht worden sind. Der Zweite Weltkrieg endete für den Ort am 18. Januar 1945 mit dem Einmarsch der Roten Armee.
Noch im selben Jahr wurde ein Lyzeum eröffnet. Am 1. Januar 1956 wurde der Ort Sitz eines eigenen Powiats. Durch eine Verwaltungsreform wurde der Ort 1975 Teil der Woiwodschaft Sieradz und Sitz einer Gmina (Gemeinde). Eine erneute Reform brachte dem Ort wieder den Sitz des Landkreises (Powiat Poddębicki) als Teil der Woiwodschaft Łódź.

### Literatur und Filme zur Geschichte

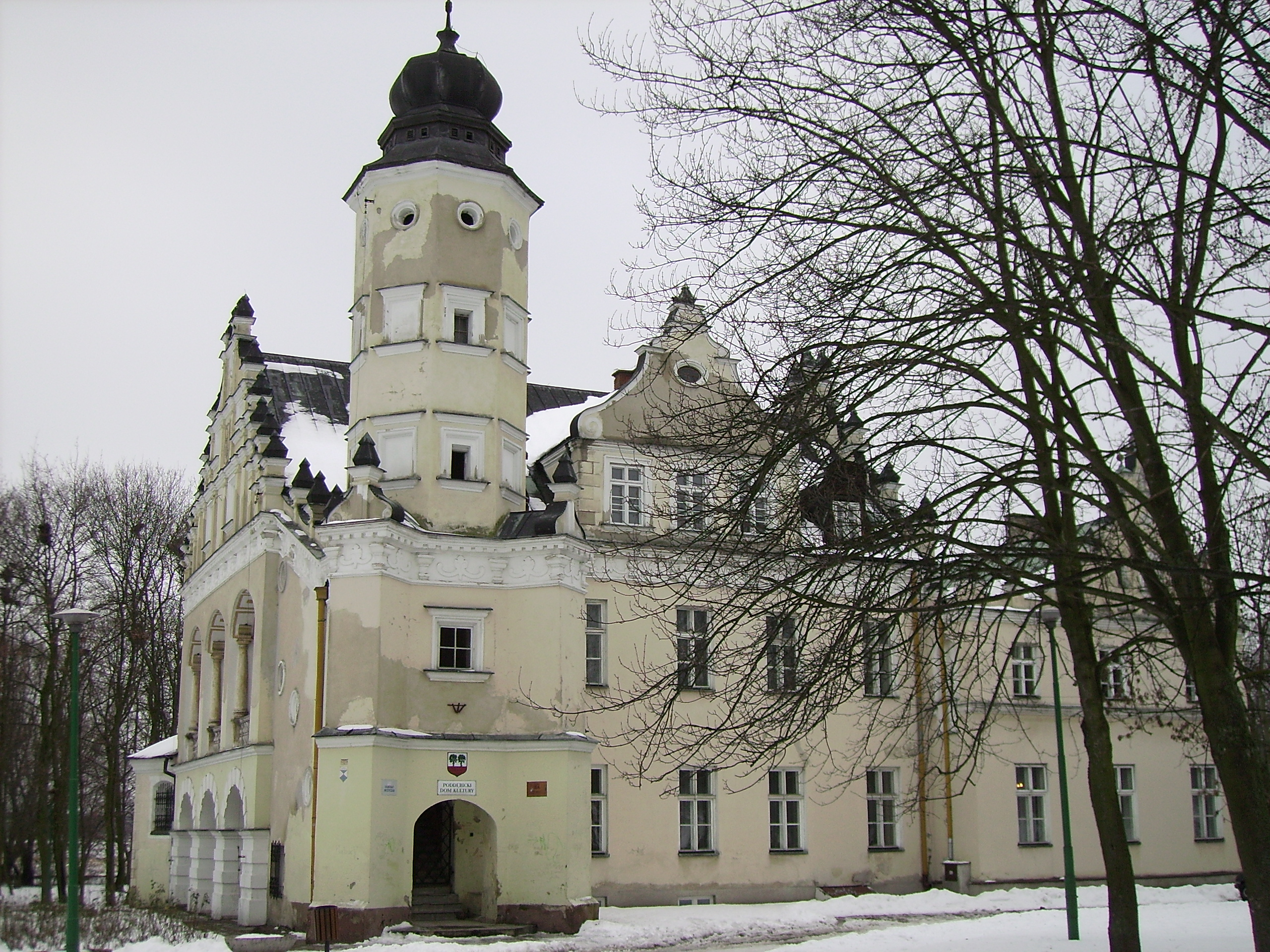
Der Palast in Poddębice